# Parlamento de Nauru

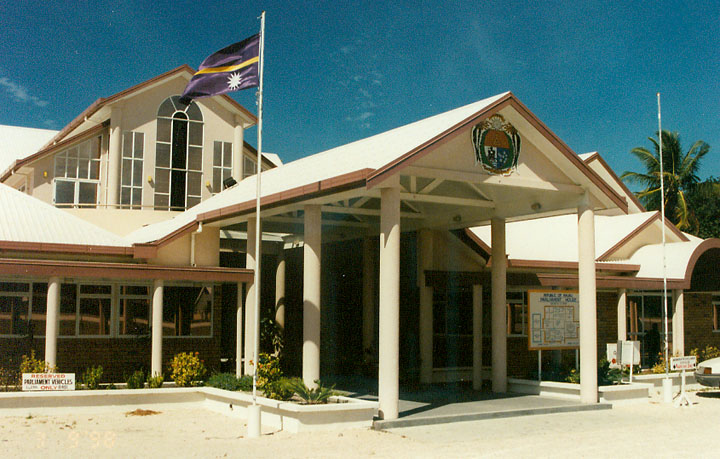
Parlamento de Nauru

O Parlamento de Nauru tem dezoito membros, eleitos por três anos segundo a constituição do país. O Presidente de Nauru é eleito pelos membros do Parlamento. A mais recente eleição foi em 26 de abril de 2008. Eles elegeram o presidente Marcus Stephen com uma maioria parlamentar de 12-6.
Os membros do Parlamento de Nauru são elegidos pelo Borda, seguindo as regras.
| “ | O presidente de Nauru muda para segurar a estabilidade política. | ” |